# St. Johannes der Täufer (Ottmaring)

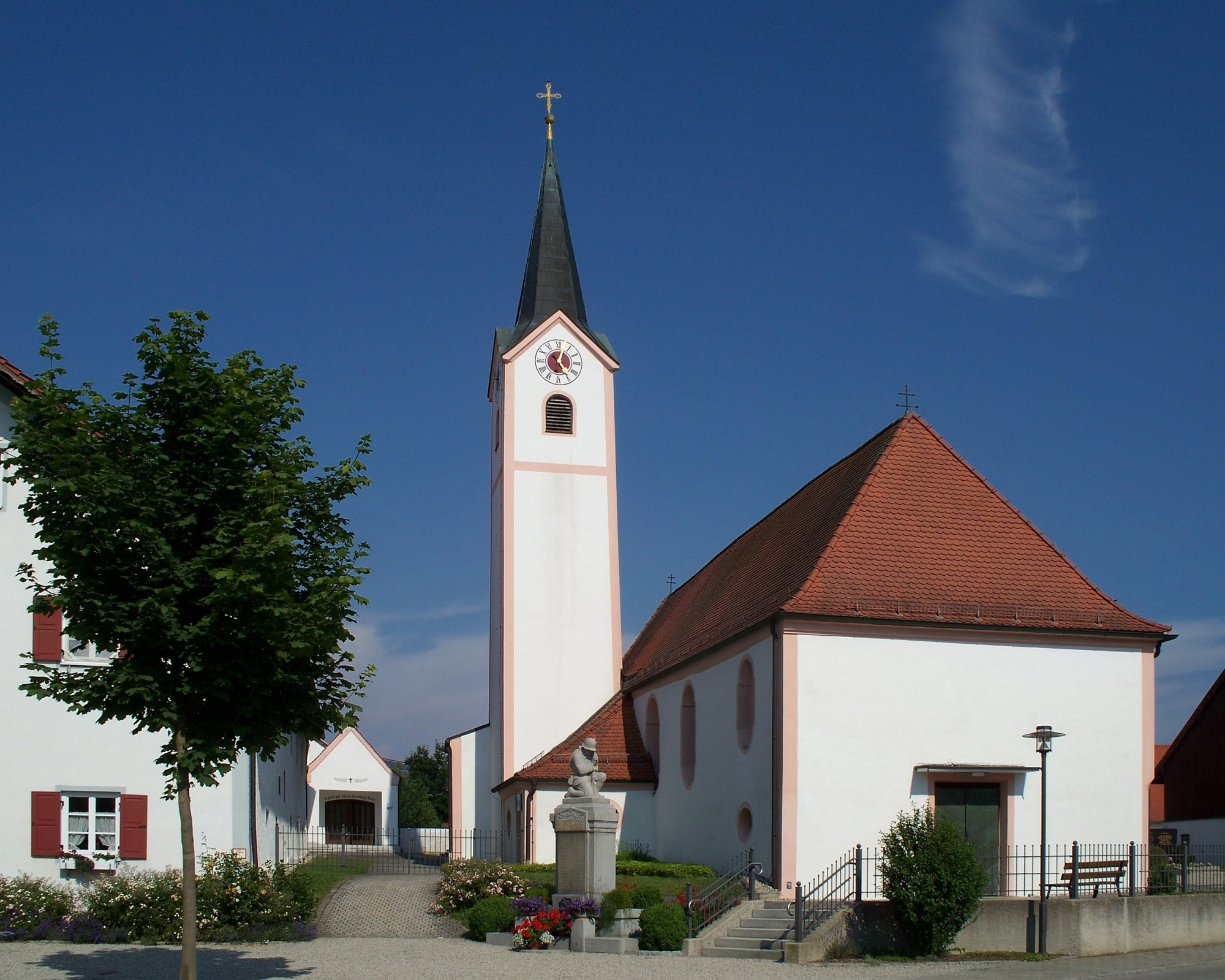
Expositurkirche St. Johannes der Täufer in Ottmaring (2010)

Die denkmalgeschützte römisch-katholische Expositurkirche St. Johannes der Täufer in Ottmaring, einem Gemeindeteil der niederbayerischen Gemeinde Buchhofen im Landkreis Deggendorf, gehört zum Dekanat Osterhofen und zu dem Pfarrverband Isarhofen im Bistum Passau. Das Patrozinium des namengebenden Johannes des Täufers wird am 24. Juni, dem Johannistag, gefeiert.

## Baulichkeit
Der Bau ist heute eine Saalkirche mit barocker Ausstattung und einem eingezogenen spätgotischen Chor. Das Langhaus ist mit einem Walmdach gedeckt. Das Gebäude ist mit farbigen Ecklisenen gestaltet, auch die barocken Rundfenster sind damit gefasst. Zwischen 1899 und 1903 wurde das Langhaus um fünf Meter erweitert und dabei die an der Westseite sich befindliche Kapelle abgebaut. 
Der angebaute Campanile besitzt einen Spitzhelm über vier Dreiecksgiebeln. Dieses Dach wurde anstatt der barocken Zwiebelhaube 1878 errichtet. Eine erste Turmuhr wird bereits 1770 erwähnt, damals musste sie, weil sie „gänzlich ruinös war“, vom Schlossermeister zu Osterhofen erneuert werden. Die Nachfolgeuhr, die 1878 installiert wurde, war zu diesem Zeitpunkt bereits 130 Jahre alt, wie aus eingraviertem Datum hervorgeht. 1960 wurde eine funkgesteuerte Turmuhr eingebaut und das alte Uhrwerk kam in das „Schreinermuseum“. 

## Geschichte
Die Kirche geht, wie archäologische Befunde belegen, auf die Zeit der Romanik und Gotik zurück. Dies machen zwei bei Renovierungsarbeiten freigelegte, heute aber vermauerte Portale deutlich; auch das gotische Rippenwölbe im Chor verweist auf eine Entstehung  im 12. und 13. Jahrhundert. Die ersten schriftlichen Belege beziehen sich auf ein Messstipendium, das der Ortsadelige Schweiker von Ottmaring und seine Familie vom 10. Juni 1339 für den Pfarrer von Wisselsing stiftet, der dafür jede Woche drei Messen in Ottmaring lesen musste. Allerdings scheint es für die Pfarrer von Wisselsing zu mühselig gewesen zu sein, dreimal die Woche den 3,5 km langen Weg nach Ottmaring zurückzulegen. Deshalb beschwerte sich der spätere Ortsadelige Peter Resch 1446 bereits das zweite Mal bei dem bischöflichen Hochgericht in Passau und es wurde ihm zugesagt, dass zwei Kapläne des Domkapitels den Dienst versehen sollten. Diese Stiftung hatte bis 1901 Bestand, allerdings wurde die Anzahl der Messen auf eine am Samstag reduziert. Die Stiftungen an die Kirche wurden auch von den Freiherrn von Starzhausen fortgesetzt. 
Die Kirche war eine Filialkirche von Kirchdorf bei Osterhofen und 
wurde, als in Wisselsing 1865 eine Expositur von Kirchdorf errichtet wurde, von dort aus betreut. Am 10. Juni 1900 beschloss die Kirchenverwaltung, in Ottmaring ein eigenes Pfarrhaus zu erbauen und so konnte 1902 eine Expositur in Ottmaring errichtet werden. Als erster Expositus zog Richard 
Maier 1902 hier ein. 

## Ausstattung
Der Hochaltar und die Nebenaltäre sind von Richard Wenzel von Starzhausen, fürstbischöflich Geheimer Rat und Domherr zu Passau, zwischen 1730 und 1740 gestiftet worden. Die heutigen Altarbilder sind im Nazarenerstil gemalt und stammen aus dem 19. Jahrhundert. Das Bild auf dem Hauptaltar stellt die Taufe Christi durch Johannes den Täufer dar. Über dem Altarbild thront Gottvater. Die linke Statue stellt den hl. Sebastian dar, die rechte den hl. Ludwig, einen heiliggesprochenen König von Frankreich. Das Altarbild auf dem linken Seitenaltar zeigt die Geburt Christi und den Besuch der Hirten, darüber ist der hl. Florian dargestellt; die beiden Assistenzfiguren stellen die hl. Katharina von Alexandrien und die hl. Barbara dar. Auf dem rechten Seitenaltar werden die Auferstehung Jesu und der hl. Johannes Nepomuk dargestellt; zudem sind hier die Statuen des Franz von Assisi und des Antonius von Padua aufgestellt. 
Die Kanzel stammt aus der Zeit des Rokoko und zeigt die Symbole der vier Evangelisten. In dem Kirchenschiff sind weitere Statuen, z. T. aus der Barockzeit, angebracht. Der Taufstein ist ein einfaches Rundbecken auf einem gefasten Pfeilerschaft aus dem 16. Jahrhundert. Ein neuer Mittelaltar wurde 1974 von Bischof Antonius Hofmann eingeweiht.

## Glocken
Ein erster Bericht über Kirchenglocken stammt von 1775, damals lieferte „der Sadler in Mooß zwei neue Glockenschenkel von Oxenleder“. 1890 erhielt die Kirche ein neues Geläut von der Gießerei Gugg aus Passau. Die größte Glocke mit 10,1 Zentnern war dem Kirchenpatron Johannes geweiht, die zweite mit 5,2 Zentnern dem hl. Josef und die dritte mit 3,3 Zentnern der hl. Maria Christina. Dazu kam noch eine Sterbeglocke. Die beiden größeren Glocken mussten 1943 im Zweiten Weltkrieg abgeliefert werden. 1952 wurden neue Glocken von der Glockengießerei Perner angekauft; die größere davon mit 9,4 Zentnern ist der Mutter Gottes geweiht, die zweite mit 5,4 Zentnern dem Kirchenpatron, und die dritte mit 3,4 Zentnern den Schutzengeln. Die Glockenweihe fand am 11. Mai 1952 statt. 1962 wurde ein elektrisches Läutwerk installiert und damit erübrigte sich das mühselige Glockenläuten. 